# Liga Letã de Basquetebol
A Liga Letã de Basquetebol (em letão:  Latvijas Basketbola līga ou LBL) (também conhecido como o Olybet LBL por razões de patrocínio) é a competição de mais alto nivel de basquete da Letônia. A primeira temporada da LBL foi disputado em 1992. A partir de 1992 a 1999, todos os campeonatos foram ganhos pela BK Brocēni, no entanto, de 2000 a 2006 o BK Ventspils foram campeões. Em 2007, ASK Rīga interrompeu a série de vitórias do BK Ventspils. BK Ventspils venceu novamente em 2009, batendo Barons/LMT em um thriller de 4-3. Barões voltaram para a final do ano seguinte, desta vez contra o VEF Rīga, e venceram o mesmo por 4-3 a série. A final de 2011 foi novamente para 7 jogos, com VEF Rīga derrotando o Ventspils.

## Equipes para a temporada 2017-18
| Equipe                | Cidade         | Arena                        |
| --------------------- | -------------- | ---------------------------- |
| Betsafe/Liepāja       | Liepāja        | Liepāja Olympic Center       |
| Jēkabpils             | Jēkabpils      | Jēkabpils Sporta nams        |
| Jūrmala/Fēnikss       | Jūrmala        | Taurenītis                   |
| Latvijas Universitāte | Rīga           | OSC                          |
| Ogre                  | Ogre           | Ogre's Secondary School No.1 |
| Valka/Valga           | Valga, Estonia | Valga Sports Hall            |
| Valmiera              | Valmiera       | Vidzeme Olympic Center       |
| VEF Rīga              | Rīga           | Arena Riga                   |
| Ventspils             | Ventspils      | Ventspils Olympic Center     |

## História

### Títulos por clube
| Clube           | Campeões | Finalista | Anos em que foi campeão                                    |
| --------------- | -------- | --------- | ---------------------------------------------------------- |
| BK Ventspils    | 10       | 8         | 2000, 2001, 2002, 2003, 2004, 2005, 2006, 2009, 2014, 2018 |
| Brocēni         | 8        | 1         | 1992, 1993, 1994, 1995, 1996, 1997, 1998, 1999             |
| VEF Rīga        | 5        | 3         | 2011, 2012, 2013, 2015                                     |
| Barões/LMT      | 2        | 4         | 2008, 2010                                                 |
| ASK Rīga        | 1        | 1         | 2007                                                       |
| Bônus           | 0        | 4         |                                                            |
| BK Skonto       | 0        | 3         |                                                            |
| Metropole       | 0        | 1         |                                                            |
| Liepājas Lauvas | 0        | 1         |                                                            |

### Campeões
| Ano  | Campeão         | Finalista        | Placar |
| ---- | --------------- | ---------------- | ------ |
| 2018 | Ventspils       | VEF Rīga         | 4–2    |
| 2017 | VEF Rīga        | Ventspils        | 4–0    |
| 2016 | Valmiera Ordo   | VEF Rīga         | 4–3    |
| 2015 | VEF Rīga        | Ventspils        | 4–2    |
| 2014 | Ventspils       | VEF Rīga         | 4–1    |
| 2013 | VEF Rīga        | Ventspils        | 4–1    |
| 2012 | VEF Rīga        | Ventspils        | 4–1    |
| 2011 | VEF Rīga        | Ventspils        | 4–3    |
| 2010 | Barons/LMT      | VEF Rīga         | 4–3    |
| 2009 | Ventspils       | BK LMT           | 4–3    |
| 2008 | Barons/LMT      | ASK Rīga         | 4–1    |
| 2007 | ASK Rīga        | Ventspils        | 4–2    |
| 2006 | Ventspils       | Barons           | 4–0    |
| 2005 | Ventspils       | Barons           | 4–0    |
| 2004 | Ventspils       | BK Skonto        | 4–0    |
| 2003 | Ventspils       | BK Skonto        | 4–1    |
| 2002 | Ventspils       | BK Skonto        | 4–0    |
| 2001 | Ventspils       | Barons/LMT       | 4–1    |
| 2000 | Ventspils       | Brocēni/LMT      | 4–3    |
| 1999 | Brocēni/LMT     | Ventspils        | 4–2    |
| 1998 | ASK/Brocēni/LMT | Ventspils        | 4–1    |
| 1997 | ASK/Brocēni/LMT | Liepājas Baltika | 4–0    |
| 1996 | ASK/Brocēni     | Metropole        | 4–2    |
| 1995 | SWH/Brocēni     | Bonus            | 4–3    |
| 1994 | SWH/Brocēni     | Bonus            | 3–0    |
| 1993 | BK Brocēni      | Bonus            | 3–0    |
| 1992 | Brocēni/Parair  | Bonus            | 2–0    |